# 자카르타 증권거래소
자카르타 증권거래소(Jakarta Stock Exchange, JSX; 인도네시아어: Bursa Efek Jakarta (BEJ))는 인도네시아 증권거래소를 형성하기 위해 수라바야 증권거래소와 합병되기 전, 인도네시아 자카르타에 기반을 둔 증권거래소였다.

## 역사
원래 1912년 네덜란드 식민 정부 하에 개설되었으나, 제1차 세계 대전과 제2차 세계 대전 중 여러 차례 폐쇄된 후 1977년에 재개장했다. 1977년에 재개장한 후, 증권거래소는 새로 설립된 자본시장감독원(Bapepam)의 관리를 받았으며, 이는 재무부에 소속되었다. 인도네시아 금융 시장과 민간 부문의 발전과 함께 거래 활동과 시가총액이 성장했으며, 1990년의 주요 강세장이 이를 잘 보여준다. 1992년 7월 13일, 증권거래소는 자카르타 익스체인지 주식회사(Jakarta Exchange Inc.)의 소유로 민영화되었다. 그 결과, 바페팜의 기능은 자본시장감독원으로 변경되었다. 1995년 3월 22일, JSX는 자카르타 자동 거래 시스템(JATS)을 출시했다. 2007년 9월, 인도네시아 재무부 장관에 의해 자카르타 증권거래소와 수라바야 증권거래소가 합병되어 인도네시아 증권거래소를 형성했다.

## 주가 지수
대표적인 주식 그룹의 가치 변화를 측정하고 보고하는 데 사용되는 두 가지 주요 주가 지수는 JSX 종합 지수와 자카르타 이슬람 지수 (JII)이다. JII는 샤리아 (이슬람 율법)에 기반한 시장 활동을 측정하는 벤치마크 역할을 하기 위해 2002년에 설립되었다. 현재 JII에는 약 30개의 기업 주식이 상장되어 있다. FTSE/동남아시아 국가 연합 지수는 다섯 개 동남아시아 국가 연합 증권거래소 (싱가포르 거래소, 말레이시아 증권거래소, 태국 증권거래소, 자카르타 증권거래소, 필리핀 증권거래소)와 글로벌 지수 제공업체 FTSE에 의해 2005년 9월 21일에 출시되었다. 다섯 개 동남아시아 국가 연합 시장을 포괄하는 이 지수들은 국제 표준에 따라 설계되었으며, 자유 부동 조정되었고, 산업분류벤치마크 (ICB)에 기반한다. 이 지수들은 FTSE/동남아시아 국가 연합 벤치마크 지수와 FTSE/동남아시아 국가 연합 40 거래 가능 지수로 구성된다. FTSE/동남아시아 국가 연합 40 지수는 오전 9시부터 실시간으로 계산되며, 마감 지수는 오후 6시(싱가포르 시간)에 계산된다. FTSE/동남아시아 국가 연합 벤치마크 지수는 장 마감 기준으로 계산된다.

## 합병
자카르타 증권거래소(JSX)와 수라바야 증권거래소(SSX)는 모두 합병하여 새로운 법인인 "인도네시아 증권거래소(Bursa Efek Indonesia)"를 설립했다.

## 테러 공격
2000년 9월 13일, 건물 지하에서 차량 폭탄이 폭발하여 연쇄 폭발을 일으키고 여러 대의 차량에 불이 붙었다. 사망자 대부분은 고용주의 차량 옆에서 기다리던 운전자들이었다. 많은 사람들이 차량 내에서 몸을 피했지만, 거대한 검은 연기가 지하층을 뒤덮으면서 질식사했다.

## 같이 보기
- 수라바야 증권거래소 (SSX)
- 자카르타 선물거래소 (JFX)
- 인도네시아 증권거래소 (IDX)
- JSX 종합 지수
- 인도네시아의 경제
- 증권거래소 목록
- 텔콤 (인도네시아)
- LQ-45
- 마타하리

## 내용주
1. ↑  Asean Law Association, Indonesian Legal System, 2004
2. ↑  Bomb blast in Jakarta stock exchange ABC Radio September 14, 2000
3. ↑  Two jailed for stock exchange bombing BBC News August 20, 2001